# Bryan Lee O'Malley
Bryan Lee O'Malley (London, 21 febbraio 1979) è un fumettista e musicista canadese.
È noto soprattutto per aver ideato e disegnato la serie a fumetti Scott Pilgrim. O'Malley ha anche una carriera da musicista, per la quale utilizza il nome d'arte di Kupek.

## Biografia
Bryan Lee O'Malley ha studiato cinema all'University of Western Ontario, ma ha abbandonato la facoltà prima di completare gli studi.
Prima di pubblicare le proprie opere, ha disegnato illustrazioni e fumetti per la casa editrice Oni Press, tra cui per esempio Hopeless Savages: Ground Zero, scritto da Jen Van Meter. Il primo fumetto originale di O'Malley è Alla deriva (2003), ma la sua opera di maggior successo è la serie di sei albi dedicati al personaggio di Scott Pilgrim, pubblicati tra il 2004 e il 2010 dalla Oni Press.

## Opere

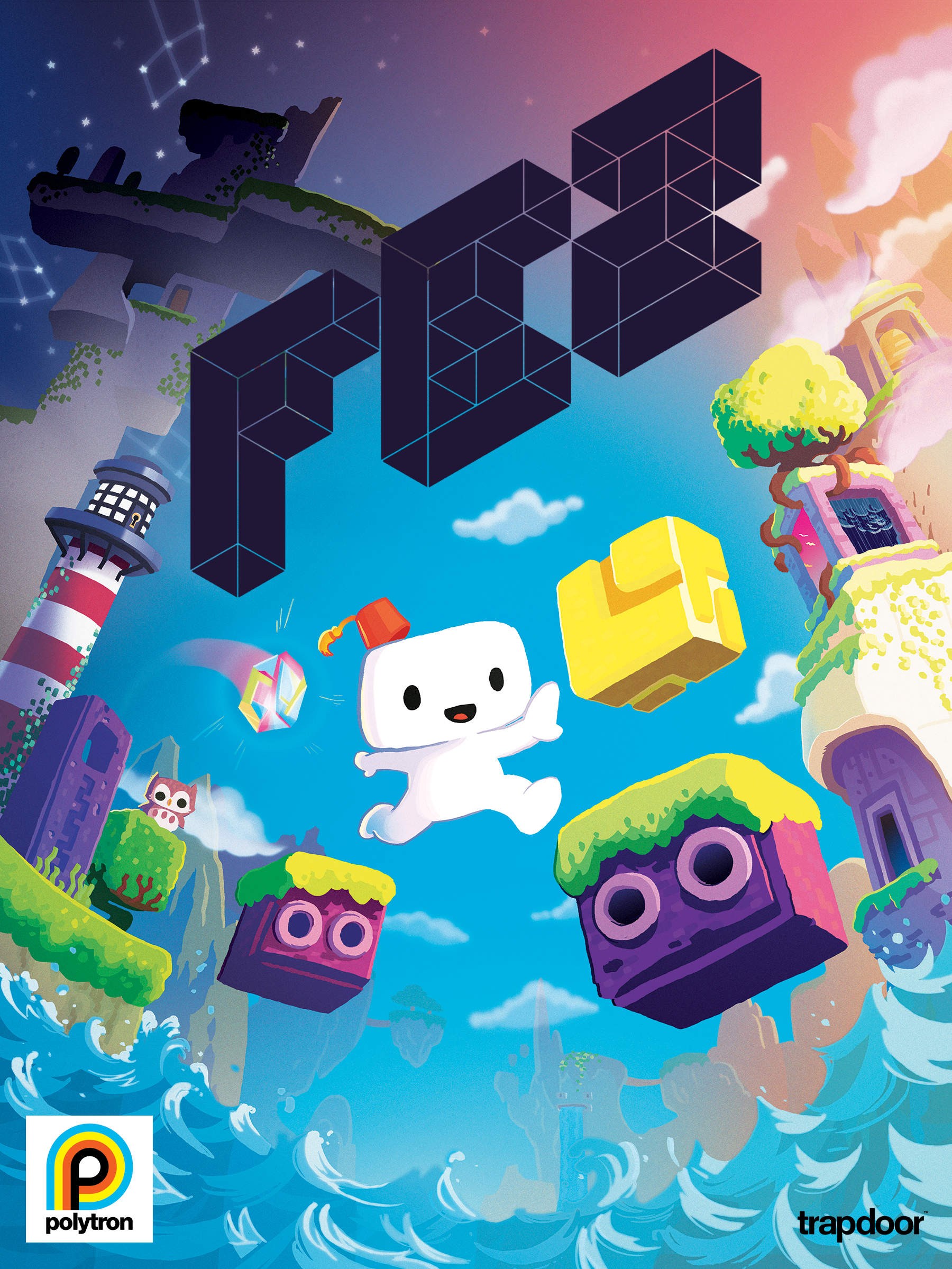
Copertina del videogioco Fez, disegnata da O'Malley

### Fumetti
- Hopeless Savages: Ground Zero, disegni (2003)
- Alla deriva (2003)
- Serie di Scott Pilgrim:
  - Scott Pilgrim: Una vita niente male (2004)
  - Scott Pilgrim contro il mondo (2005)
  - Scott Pilgrim e l'infinito sconforto (2006)
  - Scott Pilgrim torna in pista (2007)
  - Scott Pilgrim contro l'universo (2009)
  - Scott Pilgrim: L'ora della verità (2010)
- Seconds (2014)
- Snot Girl, disegni di Leslie Hung (2018)

### Copertine
- Fez, copertina videogioco (2012)
- Young Avengers #1, variant cover (2013)
- The Wicked + The Divine #1, variant cover (2014)
- Sex Criminals #11, variant cover (2015)

## Premi
- 2005: Doug Wright Award come Miglior talento emergente.
- 2005: nomination agli Harvey Awards come Miglior nuovo talento, Miglior disegnatore, Miglior album grafico e Miglior opera originale.
- 2005: nomination agli Eagle Awards come Miglior autore comico e, per Scott Pilgrim vs. the World, nomination come Miglior graphic novel.
- 2006: nomination agli Eisner Award come Miglior artista/scrittore comico.
- 2006: Joe Shuster Award come Miglior autore di fumetti canadese.
- 2006: Scott Pilgrim Volume 2 nominato agli Doug Wright Award come miglior fumetto.
- 2010: Eisner Award a Scott Pilgrim vs. the Universe come Miglior opera umoristica.
- 2010: Harvey Award speciale per opera comica.

## Discografia
- This is Intolerable (2002)
- Nameless, Faceless Compilation (2004)
- Awkward Songz (2005 (split album w/ Faux Photos))
- Before the Beginning and After the End (2006)
- B is for Bupek: Miscellany by Kupek (2007)
- Tries Again (2008)
- Good Time Singles Club (2009)